# Saison 2014-2015 de l'AS Saint-Étienne
Maillots
Chronologie
Saison précédente Saison suivante
Lors de la saison 2014-2015, l'AS Saint-Étienne participe à la Ligue 1 pour la 62e fois, à la Coupe de France pour la 81e fois, à la Coupe de la Ligue pour la 21e et pour la 2e fois à la nouvelle mouture de la Ligue Europa après 5 participations en Coupe UEFA.
Le club fête également ses 81 années d'existence.

## Avant-saison

### Tableau des transferts
| Nom                       | Nationalité | Poste     | Transfert         | Provenance/Destination | Division           |
| ------------------------- | ----------- | --------- | ----------------- | ---------------------- | ------------------ |
| Arrivées                  |             |           |                   |                        |                    |
| Kévin Monnet-Paquet       | France      | Attaquant | Transfert         | Lorient                | Ligue 1            |
| Ricky van Wolfswinkel     | Pays-Bas    | Attaquant | Prêt avec o.a.    | Norwich City           | Premier League     |
| Kévin Théophile-Catherine | France      | Défenseur | Prêt (o.a. levée) | Cardiff City           | Premier League     |
| Départs                   |             |           |                   |                        |                    |
| Kurt Zouma                | France      | Défenseur | Retour de prêt    | Chelsea                | Premier League     |
| Jean-Pascal Mignot        | France      | Défenseur | Fin de contrat    | Sochaux                | Ligue 2            |
| Benoît Trémoulinas        | France      | Défenseur | Retour de prêt    | Dynamo Kiev            | Premier-Liga       |
| Josuha Guilavogui         | France      | Milieu    | Retour de prêt    | Atlético Madrid        | Liga BBVA          |
| Lynel Kitambala           | France      | Attaquant | Transfert         | Charleroi              | Jupiler Pro League |
| Brandão                   | Brésil      | Attaquant | Transfert         | SC Bastia              | Ligue 1            |
| Kévin Mayi                | France      | Attaquant | Transfert         | GFCO Ajaccio           | Ligue 2            |
| Pierre-Yves Polomat       | France      | Défenseur | Prêt              | Laval                  | Ligue 2            |

| Nom            | Nationalité | Poste  | Transfert | Provenance/Destination | Division |
| -------------- | ----------- | ------ | --------- | ---------------------- | -------- |
| Arrivées       |             |        |           |                        |          |
| Landry N'Guémo | Cameroun    | Milieu | Libre     | Bordeaux               | Ligue 1  |
| Jérémy Mellot  | France      | Milieu | Libre     | Clermont Foot 63       | Ligue 2  |
| Départs        |             |        |           |                        |          |

## Compétitions

### Championnat
La Ligue 1 2014-2015 est la soixante-seizième édition du championnat de France de football et la treizième sous l'appellation « Ligue 1 ». La division oppose vingt clubs en une série de trente-huit rencontres. Les meilleurs de ce championnat se qualifient pour les coupes d'Europe que sont la Ligue des champions (le podium) et la Ligue Europa (le quatrième et les vainqueurs des coupes nationales). L'ASSE participe à cette compétition pour la soixante-deuxième fois de son histoire.
Les relégués de la saison précédente, le FC Sochaux-Montbéliard, le Valenciennes FC   et l'AC Ajaccio, sont remplacés par Metz, champion de Ligue 2 en 2013-2014, le SM Caen et Lens.

#### Août 2014
Cette saison s’est ouverte avec un déplacement à Guingamp  où l’ASSE n’avait encore jamais gagnée en L1. Après un match  difficile, l’ASSE s’est tout de même imposée sur le score de 2-0 grâce à un doublé de Mevlüt Erding. C’est donc un bon commencement pour cette nouvelle saison après des matchs de préparation de niveau moyen. Seule nouveauté dans l’effectif pour le début de saison : Kévin Monnet-Paquet en provenance de Lorient.
Pour cette deuxième journée, c’est la réception de Reims entraîné désormais par un ex-Stéphanois, Jean-Luc Vasseur. Les Verts gagnent, malgré une ouverture rémoise en début de rencontre sur le score de 3 buts à 1 avec 3 buts dans les 30 dernières minutes. Match un peu moyen, malgré une belle efficacité en fin de rencontre.
Une autre recrue est arrivée en la personne de Ricky van Wolfswinkel, en prêt de Norwich.
C’est au tour maintenant de l’entrée en Ligue Europa avec le match aller contre Karabükspor, 7e du dernier championnat turc. Les Verts n’y arrivent pas et perdent 1-0 leur rencontre dans un match plus que poussif, sans grande animation, ni pressing, ce qui aura le don d’irriter Christophe Galtier.
Une autre recrue est arrivée en la personne de Kévin Théophile-Catherine, en prêt de Cardiff.
Retour ensuite au championnat avec un match à Geoffroy-Guichard contre Rennes. Match d’un ennui profond qui se termine sur un triste 0-0, avec un pénalty raté de Mevlüt Erding Les joueurs avaient peut-être déjà la tête au match retour de Ligue Europa le jeudi suivant.
Match qui constitue l’objectif n°1 du mois d’août, le match retour contre Karabükspor. Les Verts reviennent rapidement au score après seulement 12 minutes de jeu et un but de Kévin Monnet-Paquet. Malgré un engagement de tous les instants, aucun autre but ne sera marqué durant le temps réglementaire et les prolongations. C’est donc aux tirs au but que les Verts vont jouer leur place en phase de poules. Jusqu’à 3-3, les 6 tireurs ont marqué leur but. Jérémy Clément voit alors  son tir repoussé par le gardien adverse, mais Stéphane Ruffier repousse le tir suivant. Max-Alain Gradel marque ensuite avec un tir qui heurte l’équerre. Et Stéphane Ruffier qualifie ensuite son équipe en détournant le dernier tir turc.
3 jours plus tard, direction le Parc des Princes avec un déplacement contre le Paris SG avec le retour d’Ibrahimović. Ce match sera un calvaire avec une lourde défaite 5-0, malgré un bon début de match. Cela faisait 26 ans que les Verts n’avaient pas perdu sur un tel score.

#### Septembre 2014
Durant ce mois de septembre, l’AS Saint-Étienne a joué 4 rencontres de championnat ainsi qu’une rencontre de Ligue Europa. Le bilan est de 2 victoires, 2 nuls et 1 défaite toutes compétitions confondues.
Les 2 victoires ont été acquises en championnat sur le score de 1-0 :  2 victoires difficiles contre Caen grâce à un but de Jean-Jacques Pierre contre-son-camp, puis à Lens grâce à Fabien Lemoine. Ricky van Wolfswinkel a inscrit son premier but contre Bordeaux, même si cela n’a pas suffi (nul 1-1 finalement). Il s’intègre de mieux en mieux avec également une passe décisive contre Lens .
En Ligue Europa, les Vert ont fait un pénible match nul en Azerbaïdjan 0-0. Leur prestation n’a pas convaincu, tant s’en faut.
Pour terminer le mois, les Verts ont perdu à Marseille 2 buts à 1. C’est une habitude depuis la saison 1979-1980 de ne pas gagner là-bas.
Il y a eu également 3 prolongations de contrat durant ce mois : Stéphane Ruffier, Loïc Perrin et Max-Alain Gradel.
Côté joueurs, Florentin Pogba a bien remplacé Loïc Perrin dans l’axe de la défense durant ce mois de septembre. Le capitaine de l’ASSE devrait revenir courant octobre dans le groupe. Il en avait pour 6 semaines d’absence. Allan Saint-Maximin s’intègre également avec une titularisation et une passe décisive dans le jeu. Et Paul Baysse a enfin joué une rencontre avec  les Verts !.
Au niveau des blessures, Mevlüt Erding va rejoindre les rangs des blessés avec une blessure à la cuisse contractée lors de la défaite à Marseille.

#### Octobre 2014
Durant ce mois d’octobre, les Vers ont joué 3 matchs de championnat et 2 rencontres de Ligue Europa. Bilan globalement positif avec 2 victoires, 2 nuls et 1 défaite. Seul point négatif, le peu de buts marqués : seulement 2 en 5 matchs. Heureusement, la défense tient le choc avec seulement un but encaissé.
En Ligue Europa, les Verts sont invaincus avec 2 autres matchs nuls 0-0, à domicile contre Dnipero et sur le terrain de l’Inter Milan. 10 000 supporters ont envahi San Siro pour la rencontre à Milan, mettant une ambiance mémorable à Giusseppe Meazza.
Côté joueurs, il y a eu plusieurs blessures : Hamouma, Théophile-Catherine, Clerc, Monnet-Paquet.
En résumé, un mois d’octobre plutôt réussi en termes de résultats, mais pas très chatoyant en termes de jeu.

#### Novembre 2014
Lors de ce mois de novembre, les Verts ont joué 4 rencontres de championnat et 2 rencontres de Ligue Europa. Le bilan est  positif malgré 5 matchs nuls et une seule victoire. Mais quelle victoire.
Les Verts ont enfin gagné un derby à domicile ce 30 novembre sur le score de 3 buts à 0. Cela faisait 20 ans que cela n’était pas arrivé. Un derby gagné de haute volée qui ne souffre aucune discussion,.
Auparavant, il y avait eu 2 matchs nuls en Ligue Europa à domicile contre L’Inter Milan (1-1) et Qarabag (1-1). Ce dernier match est resté en travers de la gorge de nombreux joueurs et de Christophe Galtier en raison notamment d’un étrange arbitrage. Jugez plutôt : Une main plus que volontaire qui amène le but – magnifique – des Azéris, un but refusé pour Ricky parfaitement valable, un pénalty oublié par les Verts. N’en jetez plus ! Malgré 5 matchs nuls, les Verts peuvent encore se qualifier. Pour cela, il faudra faire un meilleur résultat que Qarabag lors de la dernière journée.
En championnat, avant la derby, il y avait eu 3 nuls contre Lille, Monaco et Nantes. Le mal principal de ce mois de novembre était le peu de buts marqués. Mais ça, c’était avant le derby conquérant du 30 novembre.

#### Décembre 2014
Lors de ce mois de décembre, les Verts ont joué 4 rencontres de championnat, 1 rencontre de Ligue Europa et 1 rencontre de coupe de la Ligue, pour un bilan de 4 victoires, un nul et une défaite.
En Ligue Europa, il s'agissait du match de la dernière chance pour une qualification en 16e de finale. Pour cela, Saint Etienne devait réaliser un meilleur résultat que le FC Qarabag qui recevait l'Inter de Milan. La défaite de Saint Etienne en Ukraine élimine le club et Saint Etienne termine à la dernière place de son groupe. L'Inter de Milan et le Dnipro se qualifient pour le tour suivant.
Cet échec est quelque peu atténué par la victoire en coupe de la Ligue contre Lorient, 1 à 0. Saint Etienne accueillera le Paris Saint Germain en quart de finale.
En championnat, malgré une rotation de l'effectif et plusieurs absents pour cause de blessure ou suspension, l'ASSE effectue un très bon mois de décembre avec 3 victoires et un match nul, ce qui allonge l'invincibilité de Saint Etienne à 10 matchs consécutifs en championnat.
Saint Etienne termine la phase aller à la 4e place avec la meilleure défense (12 buts encaissés seulement et 12 matchs sans prendre de but).
Malgré l'élimination en phase de poules de Ligue Europa sans aucune victoire, le bilan est positif car Saint Etienne réalise sa meilleure phase aller depuis l'instauration de la victoire à 3 points, avec 36 points (à 2 points du 3e : le PSG) et la qualification en quarts de finale de la coupe de la Ligue.

#### Classement et statistiques

##### Matchs aller
| Date       | N o | Adversaire             | Lieu | Résultat | Buteurs pour Saint-Étienne                        | Points | Place |
| ---------- | --- | ---------------------- | ---- | -------- | ------------------------------------------------- | ------ | ----- |
| 09/08/2014 | J01 | Guingamp               | Ext. | 0 - 2    | Erding 39e (pen.) 90+2e                           | 3      | 3     |
| 17/08/2014 | J02 | Reims                  | Dom. | 3 - 1    | Gradel 60e, Monnet-Paquet 70e, Erding 81e         | 6      | 2     |
| 24/08/2014 | J03 | Stade rennais          | Dom. | 0 - 0    | -                                                 | 7      | 2     |
| 31/08/2014 | J04 | Paris SG               | Ext. | 5 – 0    | -                                                 | 7      | 8     |
| 13/09/2014 | J05 | SM Caen                | Dom. | 1 - 0    | Jean-Jacques Pierre 74e (csc)                     | 10     | 3     |
| 21/09/2014 | J06 | Lens                   | Ext. | 0 - 1    | Lemoine 82e                                       | 13     | 3     |
| 25/09/2014 | J07 | Girondins de Bordeaux  | Dom. | 1 - 1    | van Wolfswinkel 31e                               | 14     | 3     |
| 28/09/2014 | J08 | Olympique de Marseille | Ext. | 2 – 1    | Brison 53e                                        | 14     | 6     |
| 05/10/2014 | J09 | Toulouse FC            | Dom. | 0 – 1    | -                                                 | 14     | 10    |
| 18/10/2014 | J10 | FC Lorient             | Ext. | 0 - 1    | Lemoine 87e                                       | 17     | 5     |
| 26/10/2014 | J11 | Metz                   | Dom. | 1 - 0    | Gradel 74e                                        | 20     | 4     |
| 01/11/2014 | J12 | Lille OSC              | Ext. | 1 - 1    | Gradel 60e                                        | 21     | 5     |
| 08/11/2014 | J13 | AS Monaco FC           | Dom. | 1 - 1    | van Wolfswinkel 58e                               | 22     | 6     |
| 23/11/2014 | J14 | FC Nantes              | Ext. | 0 - 0    | -                                                 | 23     | 6     |
| 30/11/2014 | J15 | Olympique lyonnais     | Dom. | 3 - 0    | Bayal 18e , van Wolfswinkel 40e, Cohade 68e       | 26     | 5     |
| 03/12/2014 | J16 | Montpellier            | Ext. | 0 - 2    | Pogba 22e, Baysse 43e                             | 29     | 4     |
| 06/12/2014 | J17 | Bastia                 | Dom. | 1 - 0    | van Wolfswinkel 58e                               | 32     | 4     |
| 13/12/2014 | J18 | OGC Nice               | Ext. | 0 - 0    | -                                                 | 33     | 4     |
| 20/12/2014 | J19 | Évian TG               | Dom. | 3 - 0    | Gradel 2e,van Wolfswinkel 20e, Romain Hamouma 65e | 36     | 4     |

#### Janvier 2015
Au programme du mois de janvier, le championnat, la Coupe de France et la Coupe de la Ligue. 3 matchs de championnat au programme avec une victoire à Reims, un nul à Rennes et une défaite contre le PSG.
En Coupe de la Ligue, l’aventure s’est arrêtée en quart de finale après une défaite 1-0 contre le PSG.
Enfin en Coupe de France, les Verts ont passé 2 tours en janvier. Tout d’abord une victoire en 32èmes de finale contre Nancy arrachée sur une superbe frappe de Franck Tabanou, puis une victoire en 16e au forceps contre Tours (5-3 a.p.). Les Verts joueront contre Le Red Star en 8e de finale.
Ce mois, c’est aussi le mercato qui agite le landerneau footballistique. Arsenal a fait les yeux doux à Loïc Perrin au début du mois, puis Franck Tabanou a intéressé l’Inter Milan. Mais aucun de ces 2 joueurs n’est parti. Landry N’Guemo est quant à lui arrivé courant janvier pour pallier la grave blessure de Renaud Cohade. C’est le point noir de ce mois de janvier. Plusieurs joueurs se sont blessés pour des durées plus ou moins longues. Renaud Cohade est donc absent jusqu’à la fin de la saison après s’être brisé le genou contre le PSG en Coupe de la Ligue.
Benjamin Corgnet est out depuis ce même match pour une blessure musculaire pour plusieurs semaines. Après la rencontre à Tours, c’est cette-fois Moustapha Bayal Sall qui s’est blessé de nouveau aux ischio-jambiers et qui est absent pour 5 semaines ainsi que Kévin Monnet-Paquet qui sera absent aussi plusieurs semaines.
Enfin, il y a la CAN qui mobilise 3 joueurs (Pogba, Diomandé, Gradel). Florentin Pogba s’est aussi blessé et sera absent 4 semaines. Finalement, sa blessure est plus grave que prévu et sa saison est également terminée. Le recrutement d'un défenseur central est finalement à l'étude.
C’est aussi la première apparition de Jonathan Bamba en Ligue 1. Ce jeune du centre de formation a joué contre le PSG le 25 janvier.

#### Février 2015
Mois de février chargé avec 5 rencontres de championnat et une rencontre de Coupe de France.
La seule victoire du mois concerne la rencontre de Coupe de France contre le Red Star. En championnat, il y a eu 3 nuls et 2 défaites.
Beaucoup de blessures ont lieu dans ce mois de février : en plus de Renaud Cohade et Florent Pogba blessés jusqu'à la fin de la saison, il y a eu les pépins de Moustapha Bayal Sall, Allan Saint-Maximin , Ismaël Diomandé, Jérémy Clément.
Autre fait également du mois, les propos de Jean-Michel Aulas contre le club, notamment su Twitter. Le club a réagi fermement par communiqué. La Commission Nationale de l'éthique pourrait s'emparer de l'affaire.
Lors la rencontre de Coupe de France, les supporters stéphanois ont été interdits de déplacement par un arrêté du ministre de l'Intérieur au Journal Officiel. Malgré les appels en reféré du club et de plusieurs associations, l'arrêté à a été confirmé.
Enfin, à la suite de divers débordements dans les tribunes avec les supporteurs, la Ligue annonce la fermeture du Kop Nord pour la rencontre contre Lorient pour la 28e journée. Mais le club a fait appel.
La rencontre contre Toulouse était aussi la 200e de Christophe Galtier en Ligue 1 avec Saint-Etienne.
Niveau effectif, Allan Saint-Maximin a prolongé jusqu'en 2019 son contrat avec les Verts.

#### Mars 2015
3 rencontres de Championnat de France ont eu lieu durant ce mois de mars et les Verts ont fait carton plein avec 3 victoires, 7 buts marqués et 2 encaissés. Max-Alain Gradel en a profité pour passer les 10 buts inscrits après la rencontre contre Lille et devient le meilleur buteur de la saison.
En Coupe de France, les Verts ont aussi passé l'obstacle Boulogne en Quarts de finale, mais ce fut très difficile, avec une victoire obtenue aux tirs au but. La demi-finale aura lieu contre le PSG, au Parc des Princes, à une date encore non précise, par suite de la présence du PSG en quart de finale de la Ligue des Champions.
Au niveau des joueurs, on peut relever les 3 passes décisives de Romain Hamouma et la première titularisation en Ligue 1 de Benjamin Karamoko contre Lorient.
Christophe Galtier est l'entraîneur qui a le plus d'ancienneté en Ligue 1, depuis le renvoi d'Alain Casanova à la tête de Toulouse fin mars 2015.

#### Avril 2015
5 matchs ont eu lieu durant ce mois d'avril : 4 matchs de championnat et une demi-finale de Coupe de France. En championnat, les Verts ont obtenu 2 nuls à l'extérieur et 2 victoires à domicile. Ils restent toujours en embuscade pour la Ligue des Champions, à 2 points de Monaco qui est troisième.
Les Verts ont joué le derby retour sans leurs supporters. Bon résultat finalement avec un match nul 2-2. Après le derby, les dirigeants stéphanois portent plainte contre injures pour s'être fait traités de 'parasite' par un responsable d'un groupe de supporters quelques minutes avant le coup d'envoi de la rencontre.
En demi-finale de Coupe de France, les Verts sont tombés contre le PSG (défaite 4-1). Défaite juste, mais score sévère.
Côté joueurs, Fabien Lemoine a prolongé son contrat jusqu'en 2018.

#### Mai 2015
Le mois de mai est parti sur une défaite à Bastia sur le score de 1-0. Défaite amplement méritée où les joueurs ont déjoué tout le long de la rencontre. Christophe Galtier est monté au front à la fin de la rencontre en déclarant que "chacun pense à sa petit gueule en ce moment .".
La réprimande violente de Galtier a-t-elle eu des répercussions  sur les joueurs. ? Certainement étant donné la révolte opérée contre Nice avec un score sans appel de 5-0 lors de la 36e journée !
Premier but de la saison pour Loïc Perrin et pour Jérémy Clément qui n'avait plus marqué depuis  5 ans en Ligue 1. Cela faisait 10 ans que l'ASSE n'avait pas gagné un match sur ce score.
À l'issue de la 36e journée, les Verts sont 5e au classement. Jérémy Clément sera suspendu pour la dernière journée contre Guingamp.
Pour les 2 derniers matchs de la saison, L'ASSE sera privée de Romain Hamouma, victime d'une grosse entorse de la cheville observée contre Nice. Il sera absent un mois.
Malgré 2 victoires lors des 2 derniers rencontres, les Verts terminent le championnat à la 5e place. Ils sont néanmoins qualifiés pour la Ligue Europa la saison prochaine. Max-Alain Gradel termine meilleur buteur de la saison avec 17 buts et figure dans l'équipe type de la saison.
Maintenant place au mercato, qui risque être animé.

#### Matchs retour
| Date       | N o | Adversaire             | Lieu | Résultat | Buteurs pour Saint-Étienne                                          | Points | Place |
| ---------- | --- | ---------------------- | ---- | -------- | ------------------------------------------------------------------- | ------ | ----- |
| 10/01/2015 | J20 | Reims                  | Ext. | 1 - 2    | Mollo 44e , Hamouma 50e                                             | 39     | 3     |
| 18/01/2015 | J21 | Stade rennais          | Ext. | 0 - 0    | -                                                                   | 40     | 4     |
| 24/01/2015 | J22 | Paris SG               | Dom. | 0 - 1    | -                                                                   | 40     | 4     |
| 01/02/2015 | J23 | SM Caen                | Ext. | 1 - 0    | -                                                                   | 40     | 4     |
| 06/02/2015 | J24 | Lens                   | Dom. | 3 - 3    | N'Guemo 18e, Mollo 57e, Erding 83e                                  | 41     | 4     |
| 15/02/2015 | J25 | Girondins de Bordeaux  | Ext. | 1 - 0    | -                                                                   | 41     | 4     |
| 21/02/2015 | J26 | Olympique de Marseille | Dom. | 2 - 2    | Gradel 54e (pen.), Erding 90+1e                                     | 42     | 5     |
| 28/02/2015 | J27 | Toulouse FC            | Ext. | 1 - 1    | Gradel 45e (pen.)                                                   | 43     | 5     |
| 08/03/2015 | J28 | FC Lorient             | Dom. | 2 - 0    | Mollo 75e, Gradel 90e                                               | 46     | 5     |
| 14/03/2015 | J29 | Metz                   | Ext. | 2 - 3    | Gradel 38e, Erding 42e ,Mollo 80e                                   | 49     | 5     |
| 22/03/2015 | J30 | Lille OSC              | Dom. | 2 - 0    | Gradel 63e 74e                                                      | 52     | 5     |
| 04/04/2015 | J31 | AS Monaco FC           | Ext. | 1 - 1    | Erding 62e                                                          | 53     | 5     |
| 12/04/2015 | J32 | FC Nantes              | Dom. | 1 - 0    | Tabanou 18e                                                         | 56     | 5     |
| 18/04/2015 | J33 | Olympique lyonnais     | Ext. | 2 - 2    | Gradel 31e (pen.) , Hamouma 45e                                     | 57     | 5     |
| 25/04/2015 | J34 | Montpellier            | Dom. | 1 - 0    | Gradel 20e                                                          | 60     | 4     |
| 02/05/2015 | J35 | Bastia                 | Ext. | 1 - 0    | -                                                                   | 60     | 5     |
| 09/05/2015 | J36 | OGC Nice               | Dom. | 5 - 0    | Perrin 25e, Clément 40e, Erding 62e , Gradel 84e, Monnet-Paquet 88e | 63     | 5     |
| 16/05/2015 | J37 | Évian TG               | Ext. | 1 - 2    | Gradel 12e 82e (pen.)                                               | 66     | 5     |
| 23/05/2015 | J38 | Guingamp               | Dom. | 2 - 1    | Gradel 36e 49e                                                      | 69     | 5     |

#### Classement
Le classement est calculé avec le barème de points suivant : une victoire vaut trois points, le match nul un. La défaite ne rapporte aucun point.
Critères de départage :
1. plus grand nombre de points ;
2. plus grande différence de buts générale ;
3. plus grand nombre de buts marqués ;
4. plus grande différence de buts particulière ;
5. meilleure place au Challenge du fair-play (1 point par joueur averti, 3 points par joueur exclu)

Source : Classement officiel sur le site de la LFP.

| Rang | Équipe                       | Pts | J  | G  | N  | P  | Bp | Bc | Diff |
| ---- | ---------------------------- | --- | -- | -- | -- | -- | -- | -- | ---- |
| 1    | Paris Saint-Germain FC T S L | 83  | 38 | 24 | 11 | 3  | 83 | 36 | +47  |
| 2    | Olympique lyonnais           | 75  | 38 | 22 | 9  | 7  | 72 | 33 | +39  |
| 3    | AS Monaco FC                 | 71  | 38 | 20 | 11 | 7  | 51 | 26 | +25  |
| 4    | Olympique de Marseille       | 69  | 38 | 21 | 6  | 11 | 76 | 42 | +34  |
| 5    | AS Saint-Étienne             | 69  | 38 | 19 | 12 | 7  | 51 | 30 | +21  |
| 6    | FC Girondins de Bordeaux     | 63  | 38 | 17 | 12 | 9  | 47 | 44 | +3   |
| 7    | Montpellier HSC              | 56  | 38 | 16 | 8  | 14 | 46 | 39 | +7   |
| 8    | LOSC Lille                   | 56  | 38 | 16 | 8  | 14 | 43 | 42 | +1   |
| 9    | Stade rennais FC             | 50  | 38 | 13 | 11 | 14 | 35 | 42 | -7   |
| 10   | EA Guingamp                  | 49  | 38 | 15 | 4  | 19 | 41 | 55 | -14  |
| 11   | OGC Nice CA                  | 48  | 38 | 13 | 9  | 15 | 44 | 53 | -9   |
| 12   | SC Bastia                    | 47  | 38 | 12 | 11 | 15 | 37 | 46 | -9   |
| 13   | SM Caen CBNP                 | 46  | 38 | 12 | 10 | 16 | 54 | 55 | -1   |
| 14   | FC Nantes                    | 45  | 38 | 11 | 12 | 15 | 29 | 40 | -11  |
| 15   | Stade de Reims               | 44  | 38 | 12 | 8  | 18 | 47 | 66 | -19  |
| 16   | FC Lorient                   | 43  | 38 | 12 | 7  | 19 | 44 | 50 | -6   |
| 17   | Toulouse FC                  | 42  | 38 | 12 | 6  | 20 | 43 | 64 | -21  |
| 18   | Évian Thonon Gaillard FC     | 37  | 38 | 11 | 4  | 23 | 41 | 62 | -21  |
| 19   | FC MetzP                     | 30  | 38 | 7  | 9  | 22 | 31 | 61 | -30  |
| 20   | RC LensP                     | 29  | 38 | 7  | 8  | 23 | 32 | 61 | -29  |

Qualifications européennes
Ligue des champions 2015-2016
- 1er et 2e du championnat : phase de groupes
- 3e du championnat : troisième tour pour non-champions

Ligue Europa 2015-2016
- vainqueur de la Coupe de France : phase de groupes
- 4e et 5e du championnat : troisième tour de qualification

Relégation en Ligue 2 2015-2016
- 18e, 19e et 20e du championnat

Abréviations
- T : Tenant du titre
- C : Vainqueur de la Coupe de France 2015
- L : Vainqueur de la Coupe de la Ligue 2015
- S : Vainqueur du Trophée des champions 2014
- P : Promus de Ligue 2 2013-2014

### Coupe de France
La coupe de France 2014-2015 est la 97e édition de la coupe de France, une compétition à élimination directe mettant aux prises tous les clubs de football amateurs et professionnels à travers la France métropolitaine et les DOM-TOM. Elle est organisée par la FFF et ses ligues régionales.
| Date       | N o               | Adversaire               | Lieu | Résultat      | Buteurs pour Saint-Étienne                                    | Suite                           |
| ---------- | ----------------- | ------------------------ | ---- | ------------- | ------------------------------------------------------------- | ------------------------------- |
| 04/01/2015 | 1/32ème de finale | AS Nancy-Lorraine        | Dom. | 1 - 0 ap      | Tabanou 97e                                                   | Qualifiés pour le prochain tour |
| 21/01/2015 | 1/16ème de finale | Tours FC                 | Ext. | 3 - 5 ap      | Monnet-Paquet 64e, 118e, van Wolfswinkel 71e 73e, Erding 105e | Qualifié pour le prochain tour  |
| 10/02/2015 | 1/8ème de finale  | Red Star FC              | Ext. | 1 - 2         | van Wolfswinkel 18e, Pierrick Cros 80e (csc)                  | Qualifiés pour le prochain tour |
| 03/03/2015 | 1/4 de finale     | US Boulogne Côte d'Opale | Ext. | 1 - 1 3 tàb 4 | Corgnet 85e                                                   | Qualifiés pour le prochain tour |
| 09/04/2015 | 1/2 finale        | PSG                      | Ext. | 4 - 1         | Hamouma 25e                                                   | Éliminés                        |

### Coupe de la Ligue
La Coupe de la Ligue 2014-2015 est la 21e édition de la Coupe de la Ligue, compétition à élimination directe organisée par la Ligue de football professionnel (LFP) depuis 1994, qui rassemble uniquement les clubs professionnels de Ligue 1, Ligue 2 et les clubs pros de National. Depuis 2009, la LFP a instauré un nouveau format de coupe plus avantageux pour les équipes qualifiées pour une coupe d'Europe.
| Date       | N o              | Adversaire | Lieu | Résultat | Buteurs pour Saint-Étienne | Suite                            |
| ---------- | ---------------- | ---------- | ---- | -------- | -------------------------- | -------------------------------- |
| 17/12/2014 | 1/8ème de finale | Lorient    | Ext. | 0- 1     | Hamouma 48e                | Qualifiés pour les 1/4 de finale |
| 13/01/2015 | 1/4 de finale    | PSG        | Dom. | 0 - 1    | -                          | Éliminés                         |

### Ligue Europa

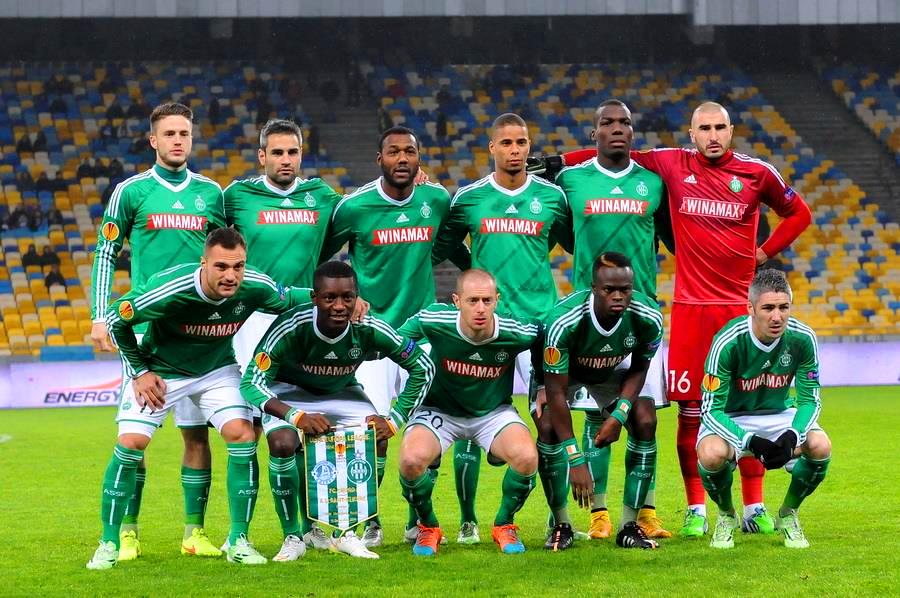
FK Dnipro-AS Saint-Étienne 11-Déc. 2014

La Ligue Europa 2014-2015 est la quarante-quatrième édition de la Ligue Europa. Elle est divisée en deux phases, une phase de groupes, qui consiste en douze mini-championnats de quatre équipes par groupe, les deux premiers poursuivant la compétition. Puis une phase finale, décomposée en seizièmes de finale, huitièmes de finale, quarts de finale, demi-finales et une finale qui se joue sur terrain neutre.
En cas d'égalité, lors de la phase finale, la règle des buts marqués à l'extérieur s'applique puis le match retour est augmenté d'une prolongation et d'une séance de tirs au but s'il le faut. Les équipes sont qualifiées en fonction de leurs bons résultats en championnat lors de la saison précédente.
Pour le tour de barrages, l'ASSE est tête de série
et jouera contre Karabükspor, club de Turquie. La rencontre aller est diffusée en direct sur BeInsports2.
| Date       | N o            | Adversaire  | Lieu | Résultat      | Buteurs pour Saint-Étienne | Suite                             |
| ---------- | -------------- | ----------- | ---- | ------------- | -------------------------- | --------------------------------- |
| 21/08/2014 | Barrage aller  | Karabükspor | Ext. | 1 - 0         | -                          | -                                 |
| 28/08/2014 | Barrage retour | Karabükspor | Dom. | 1 - 0 4-3 tab | Monnet-Paquet 13e          | Qualifiés pour la phase de poules |

Lors de la phase de poules, les Verts joueront contre l'Inter Milan, le FK Dnipro et Qarabag. Voici le calendrier complet de cette phase de poules.
| Date       | N o | Adversaire  | Lieu | Résultat | Buteurs pour Saint-Étienne | Points |
| ---------- | --- | ----------- | ---- | -------- | -------------------------- | ------ |
| 18/09/2014 | M1  | Qarabag     | Ext. | 0 – 0    | -                          | 1      |
| 02/10/2014 | M2  | FK Dnipro   | Dom. | 0 – 0    | -                          | 2      |
| 23/10/2014 | M3  | Inter Milan | Ext. | 0 – 0    | -                          | 3      |
| 06/11/2014 | M4  | Inter Milan | Dom. | 1 – 1    | M.Bayal 50e                | 4      |
| 27/11/2014 | M5  | Qarabag     | Dom. | 1 – 1    | R.van Wolfwinkel 21e       | 5      |
| 11/12/2014 | M6  | FK Dnipro   | Ext. | 1 - 0    | -                          |        |

Les Verts ont concédé 5 matchs nul et une défaite lors de cette phase de poules. La défaite lors de la dernière journée contre Dniepr est la dernière rencontre européenne de la saison. Les Verts finissent 4e de leur groupe.

## Statistiques

### Statistiques collectives
| Compétition       | Débute au tour | Termine       | Matches joués | Gagnés | Nuls | Perdus | Buts pour | Buts contre | Différence |
| ----------------- | -------------- | ------------- | ------------- | ------ | ---- | ------ | --------- | ----------- | ---------- |
| Ligue 1           | -              | -             | 38            | 19     | 12   | 7      | 51        | 30          | 21         |
| Coupe de France   | 1/32 de finale | 1/2 finale    | 5             | 4      | 0    | 1      | 10        | 9           | 1          |
| Coupe de la Ligue | 1/8 de finale  | 1/4 de finale | 2             | 1      | 0    | 1      | 1         | 1           | 0          |
| Ligue Europa      | Barrages       | Poules        | 8             | 1      | 5    | 2      | 3         | 4           | -1         |
| Total             | -              | -             | 53            | 25     | 17   | 11     | 65        | 44          | 21         |

#### Coefficient UEFA
De par ses résultats dans cette Ligue Europa, l'ASSE acquiert des points pour son coefficient UEFA, utilisé lors des tirages au sort des compétitions de l'UEFA.
| Rang 2015 | Rang 2014 | Évolution | Club              | 2010-2011 | 2011-2012 | 2012-2013 | 2013-2014 | 2004-2015 | Coefficient |
| --------- | --------- | --------- | ----------------- | --------- | --------- | --------- | --------- | --------- | ----------- |
| 1         | 1         | =         | Real Madrid       | 33,642    | 36,171    | 29,542    | 39,600    | 15,814    | 154,771     |
| 2         | 2         | =         | FC Barcelone      | 36,642    | 34,171    | 27,542    | 28,600    | 13,814    | 140,771     |
| 3         | 3         | =         | Bayern Munich     | 24,133    | 33,050    | 36,585    | 29,942    | 13,685    | 137,397     |
|           |           |           |                   |           |           |           |           |           |             |
| 112       | 114       | -2        | Mayence           | 3,133     | 4,050     | 3,585     | 2,942     | 2,685     | 16,397      |
| 113       | 114       | +1        | FC Slovan Liberec | 0,700     | 1,050     | 3,200     | 9,600     | 1,775     | 16,325      |
| 114       | 138       | +24       | AS Saint-Étienne  | 2,150     | 2,100     | 2,350     | 3,200     | 6,416     | 16,216      |
| 115       | 108       | -7        | Sampdoria         | 6,314     | 2,271     | 2,883     | 2,833     | 1,800     | 16,102      |
| 116       | 122       | +6        | Bursaspor         | 5,920     | 2,250     | 3,540     | 2,340     | 1,540     | 15,860      |

Dernière mise à jour le 28 novembre 2014.

### Statistiques individuelles

#### Statistiques buteurs
| Place | Nom                   | Ligue 1 | Coupe de France | Coupe de la Ligue | Ligue Europa | TOTAL des BUTS |
| 1     | Max-Alain Gradel      | 17 buts | -               | -                 | -            | 17 buts        |
| 2     | Ricky van Wolfswinkel | 5 buts  | 3 buts          | -                 | 1 but        | 9 buts         |
| 2     | Mevlüt Erding         | 8 buts  | 1 but           | -                 | -            | 9 buts         |
| 4     | Romain Hamouma        | 3 buts  | 1 but           | 1 but             | -            | 5 buts         |
| 4     | Kévin Monnet-Paquet   | 2 but   | 2 buts          | -                 | 1 but        | 5 buts         |
| 6     | Yohan Mollo           | 4 buts  | -               | -                 | -            | 4 buts         |
| 7     | Fabien Lemoine        | 2 buts  | -               | -                 | -            | 2 buts         |
| 7     | Moustapha Bayal Sall  | 1 but   | -               | -                 | 1 but        | 2 buts         |
| 7     | Franck Tabanou        | 1 but   | 1 but           | -                 | -            | 2 buts         |
| 10    | Jonathan Brison       | 1 but   | -               | -                 | -            | 1 but          |
| 10    | Renaud Cohade         | 1 but   | -               | -                 | -            | 1 but          |
| 10    | Florentin Pogba       | 1 but   | -               | -                 | -            | 1 but          |
| 10    | Paul Baysse           | 1 but   | -               | -                 | -            | 1 but          |
| 10    | Landry N'Guemo        | 1 but   | -               | -                 | -            | 1 but          |
| 10    | Benjamin Corgnet      | -       | 1 but           | -                 | -            | 1 but          |
| 10    | Loïc Perrin           | 1 but   | -               | -                 | -            | 1 but          |
| 10    | Jérémy Clément        | 1 but   | -               | -                 | -            | 1 but          |
| #     | contre son camp       | 1 but   | 1 but           | -                 | -            | 2 buts         |
| Total | 17 buteurs            | 51 buts | 10 buts         | 1 but             | 3 buts       | 65 buts        |

Date de mise à jour : le 26 mai 2015.

#### Statistiques passeurs
| Place | Nom                   | Ligue 1   | Coupe de France | Coupe de la Ligue | Ligue Europa | TOTAL des PASSES |
| 1     | Romain Hamouma        | 8 passes  | -               | -                 | 1 passe      | 9 passes         |
| 2     | Yohan Mollo           | 1 passe   | 5 passes        | -                 | -            | 6 passes         |
| 2     | Franck Tabanou        | 4 passes  | -               | -                 | 1 passe      | 5 passes         |
| 4     | Benjamin Corgnet      | 3 passes  | -               | 1 passe           | -            | 4 passes         |
| 5     | Ricky van Wolfswinkel | 3 passes  | -               | -                 | -            | 3 passes         |
| 5     | Max-Alain Gradel      | 3 passes  | -               | -                 | -            | 3 passes         |
| 7     | Fabien Lemoine        | 2 passes  | -               | -                 | -            | 2 passes         |
| 7     | Allan Saint-Maximin   | 2 passes  | -               | -                 | -            | 2 passes         |
| 9     | Mevlüt Erding         | 1 passe   | -               | -                 | -            | 1 passe          |
| 9     | Kévin Monnet-Paquet   | 1 passe   | -               | -                 | -            | 1 passe          |
| 9     | Paul Baysse           | -         | 1 passe         | -                 | -            | 1 passe          |
| Total | 11 passeurs           | 28 passes | 6 passes        | 1 passe           | 2 passes     | 37 passes        |

Date de mise à jour : le 26 mai 2015.

#### Statistiques cartons  jaunes
| Place | Nom                       | Ligue 1    | Coupe de France | Coupe de la Ligue | Ligue Europa | TOTAL des CARTONS JAUNES |
| 1     | Fabien Lemoine            | 7 cartons  | 2 cartons       | 1 carton          | 2 cartons    | 12 cartons               |
| 2     | Moustapha Bayal Sall      | 8 cartons  | 1 carton        | -                 | 2 cartons    | 11 cartons               |
| 2     | Jérémy Clément            | 7 cartons  | 1 carton        | -                 | 2 cartons    | 10 cartons               |
| 4     | Franck Tabanou            | 6 cartons  | -               | 1 carton          | 1 carton     | 8 cartons                |
| 5     | Max-Alain Gradel          | 6 cartons  | -               | -                 | 1 carton     | 7 cartons                |
| 5     | Jonathan Brison           | 5 cartons  | 1 carton        | -                 | 1 carton     | 7 cartons                |
| 7     | Ismaël Diomandé           | 6 cartons  | -               | -                 | -            | 6 cartons                |
| 8     | Yohan Mollo               | 4 cartons  | 1 carton        | -                 | -            | 5 cartons                |
| 8     | Romain Hamouma            | 5 cartons  | -               | -                 | -            | 5 cartons                |
| 10    | Benjamin Corgnet          | 3 cartons  | -               | 1 carton          | -            | 4 cartons                |
| 11    | Loïc Perrin               | 1 carton   | -               | -                 | 2 cartons    | 3 cartons                |
| 11    | Kévin Théophile-Catherine | 2 cartons  | -               | 1 carton          | -            | 3 cartons                |
| 11    | Ricky van Wolfswinkel     | 2 cartons  | -               | -                 | 1 carton     | 3 cartons                |
| 14    | Renaud Cohade             | 2 cartons  | -               | -                 | -            | 2 cartons                |
| 14    | Stéphane Ruffier          | 1 carton   | -               | 1 carton          | -            | 2 cartons                |
| 14    | Mevlüt Erding             | 1 carton   | -               | -                 | 1 carton     | 2 cartons                |
| 18    | Kévin Monnet-Paquet       | -          | -               | -                 | 1 carton     | 1 carton                 |
| 18    | Paul Baysse               | 1 carton   | -               | -                 | -            | 1 carton                 |
| 18    | Benjamin Karamoko         | 1 carton   | -               | -                 | -            | 1 carton                 |
| Total | 19 joueurs avertis        | 65 cartons | 6 cartons       | 5 cartons         | 14 cartons   | 90 cartons               |

Date de mise à jour : le 26 mai 2015.

#### Statistiques cartons  rouges
| Place | Nom              | Ligue 1      | Coupe de France | Coupe de la Ligue | Ligue Europa | TOTAL des CARTONS ROUGES |
| 1     | Ismaël Diomandé  | 2 expulsions | -               | -                 | -            | 2 expulsions             |
| Total | 1 joueur expulsé | 2 expulsions | -               | -                 | -            | 2 expulsions             |

Date de mise à jour : le 14 décembre 2014.

#### Joueurs prêtés
| Nat. | Nom                 | Club en prêt    | Compétition | Championnat | Championnat | Championnat | Championnat  | Coupe nationale | Coupe nationale | Coupe nationale | Coupe nationale | Total | Total | Total  | Total        |
| Nat. | Nom                 | Club en prêt    | Compétition | MJ          | B           | Averti      | Carton rouge | MJ              | B               | Averti          | Carton rouge    | MJ    | B     | Averti | Carton rouge |
| ---- | ------------------- | --------------- | ----------- | ----------- | ----------- | ----------- | ------------ | --------------- | --------------- | --------------- | --------------- | ----- | ----- | ------ | ------------ |
|      | Pierre-Yves Polomat | Stade lavallois | Ligue 2     | 17          | 0           | 2           | 0            | 0               | 0               | 0               | 0               | 17    | 0     | 2      | 0            |

Date de mise à jour : le 26 avril 2015.

## Médias
Cette saison, l’ASSE fait partie du top club II – en compagnie du PSG, Monaco et Marseille - des diffuseurs TV  Canal+ et BEIn Sports. Chaque chaîne pourra donc choisir 4 matchs d’un de ses clubs préférés qui sera diffusée en même temps sur les 2 antennes. L’ASSE remplace Lyon dans cette liste pour cette saison.
Quelques explications sur le tableaux des diffusions : 
- BeIN Sports : Diffusion les vendredi soir ou dimanche à 14h ou 17h00
- BeIn Sports Max : Diffusion les samedi à 20h00
| Diffuseurs             | Rencontre | Total |
| ---------------------- | --- | ----- |
| BeIN Sports            | J2, J3, EL - Barr A et R, J6, J9, EL1, J11, J13, J14, EL4, J18, EL6, J19, J21, J23, J24, J25, J28, J30, J32, J34, J36 | 23    |
| BeIn Sports Max        | J5, J12, J16, J17, J20, J27, J35                                                                                      | 7     |
| Canal+                 | J7, J10, J15, J29, J33                                                                                                | 5     |
| BeIN Sports ET Canal + | J4, J8, J22, J26, J31                                                                                                 | 5     |
| BeIN Sports ET W9      | EL2, EL3, EL5 | 3     |
| Multiplex              | J1, J37, J38 | 3     |
| France 2               | 1/4F CDL, 1/2F CDF | 2     |
| France 3               | - | -     |
| France 4               | 1/8ème CDL | 1     |
| Eurosport              | 1/32ème CDF, 1/16ème CDF, 1/8ème CDF , 1/4 CDF                                                                        | 4     |

Dernière mise à jour le 26 avril 2015.

## Affluence
749 226 spectateurs ont assisté à une rencontre à Geoffroy-Guichard depuis le début de la saison.
Soit en moyenne 29 969 spectateurs en 25 rencontres.
En championnat uniquement, cela fait une moyenne de  32 256  spectateurs.
Affluence de l'AS Saint-Étienne à domicile

## Joueurs en sélection nationale

### Équipe de France
1  stéphanois a eu les honneurs de l’Equipe de France cette saison : Stéphane Ruffier (1 sélection).
| Joueurs          | Position | Date       | Lieu          | Adversaire | Type rencontre | Score | Temps de jeu | Buts |
| Stéphane Ruffier | Gardien  | 29.03.2015 | Saint-Étienne | Danemark   | Amical         | 2 - 0 | 90           | -    |

### Sélections étrangères
| Nom             | Éliminatoires CM ou CAN | Éliminatoires CM ou CAN | Éliminatoires CM ou CAN | Éliminatoires CM ou CAN | CAN | CAN         | CAN    | CAN          | Matchs amicaux | Matchs amicaux | Matchs amicaux | Matchs amicaux | Total | Total       | Total  | Total        |
| Nom             | MJ                      | But inscrit             | Averti                  | Carton rouge            | MJ  | But inscrit | Averti | Carton rouge | MJ             | But inscrit    | Averti         | Carton rouge   | MJ    | But inscrit | Averti | Carton rouge |
| --------------- | ----------------------- | ----------------------- | ----------------------- | ----------------------- | --- | ----------- | ------ | ------------ | -------------- | -------------- | -------------- | -------------- | ----- | ----------- | ------ | ------------ |
| Max Gradel      | 5                       | 2                       | 0                       | 0                       | 5   | 2           | 0      | 0            | 4              | 1              | 0              | 0              | 14    | 5           | 0      | 0            |
| Ismaël Diomandé | 2                       | 0                       | 0                       | 0                       | 1   | 0           | 0      | 0            | 1              | 0              | 0              | 0              | 4     | 0           | 0      | 0            |
| Florentin Pogba | 2                       | 0                       | 0                       | 0                       | 4   | 0           | 1      | 0            | 1              | 0              | 0              | 0              | 7     | 0           | 1      | 0            |
| Mevlüt Erding   | 0                       | 0                       | 0                       | 0                       | 0   | 0           | 0      | 0            | 3              | 1              | 0              | 0              | 3     | 1           | 0      | 0            |

## Équipe réserve
L'équipe réserve de l'ASSE sert de tremplin vers le groupe professionnel pour les jeunes du centre de formation ainsi que de recours pour les joueurs de retour de blessure ou en manque de temps de jeu. Elle est entraînée par Thierry Oleksiak et Laurent Batlles
Pour la saison 2014-2015, elle évolue en championnat de France amateur, soit le quatrième niveau de la hiérarchie du football en France. Elle avait terminé 1re de son groupe de CFA2 et remonte en CFA cette saison.
Elle évolue dans le groupe B en compagnie des clubs suivants :  Aubervilliers, Belfort, Drancy, Fleury, Jura Sud, Metz B, Montceau, Moulins, Mulhouse, Raon l'Etape, Sarre Union, Sochaux B, Troyes B, Viry Chatillon, Yzeure.
| Journée | Date       | Adversaire      | Lieu | Résultat |
| ------- | ---------- | --------------- | ---- | -------- |
| J1      | 17/08/2014 | Mulhouse        | Dom. | 1 – 2    |
| J2      | 24/08/2014 | Fleury          | Ext. | 2 – 3    |
| J3      | 31/08/2014 | Sarre-Union     | Dom. | 1 – 3    |
| J4      | 06/09/2014 | Aubervilliers   | Ext. | 1 - 1    |
| J5      | 13/09/2014 | Jura Sud        | Dom. | 0 - 0    |
| J6      | 20/09/2014 | Troyes rés.     | Ext. | 2 – 1    |
| J7      | 05/10/2014 | Metz rés.       | Dom. | 3 - 3    |
| J8      | 19/10/2014 | Raon l'Etape    | Ext. | 3 - 0    |
| J9      | 02/11/2014 | Belfort         | Dom. | 4 - 2    |
| J10     | 08/11/2014 | FC Sochaux rés. | Ext. | 1 - 2    |
| J11     | 24/11/2014 | Moulins         | Dom. | 0 - 1    |
| J12     | 29/11/2014 | Drancy          | Dom. | 1 - 3    |
| J13     | 13/12/2014 | Montceau        | Ext. | 1 - 0    |
| J14     | 22/12/2014 | Viry-Chatillon  | Dom. | 0 - 0    |
| J15     | 10/01/2015 | Yzeure          | Ext. | 0 - 2    |
| J18     | 14/02/2015 | Aubervilliers   | Dom. | 0 - 0    |
| J17     | 18/02/2015 | Sarre-Union     | Ext. | 1 - 0    |
| J20     | 28/02/2015 | Troyes rés.     | Dom. | 0 – 1    |
| J21     | 08/03/2015 | Metz rés.       | Ext. | 3 – 0    |
| J22     | 15/03/2015 | Raon l'Etape    | Dom. | 3 – 1    |
| J16     | 18/03/2015 | Fleury          | Dom. | 1 - 1    |
| J19     | 21/03/2015 | Jura Sud        | Ext. | 2 - 2    |
| J23     | 28/03/2015 | Belfort         | Ext. | 1 – 0    |
| J24     | 04/04/2015 | FC Sochaux rés. | Dom. | 1 – 4    |
| J25     | 11/04/2015 | Moulins         | Ext. | 0 - 0    |
| J26     | 25/04/2015 | Drancy          | Ext. | 1 - 1    |
| J27     | 03/05/2015 | Montceau        | Dom. | 3 – 0    |
| J28     | 09/05/2015 | Viry-Chatillon  | Ext. | 0 - 0    |
| J29     | 16/05/2015 | Yzeure          | Dom. | 2 – 0    |
| J30     | 23/05/2015 | Mulhouse        | Ext. | 3 – 1    |

Dernière mise à jour le 26 mai 2015.
À l'issue du championnat, l'équipe redescend en CFA2 en terminant 15e.